# Мастров, Артём Васильевич
Артём Васильевич Мастров (род. 12 ноября 1976, Казань) — российский легкоатлет, специалист по бегу на средние дистанции. Выступал за сборную России по лёгкой атлетике в конце 1990-х — начале 2000-х годов, призёр первенств национального значения, участник летних Олимпийских игр в Сиднее. Представлял Татарстан. Мастер спорта России международного класса (2000).

## Биография
Артём Мастров родился 12 ноября 1976 года в Казани.
Занимался лёгкой атлетикой под руководством своего отца Василия Мастрова, выступал за физкультурно-спортивное объединение «Юность России». С 1993 года привлекался в юниорскую сборную России, в 1995 году выполнил норматив мастера спорта. Окончил Казанский государственный педагогический университет (1997), где обучался на факультете физической культуры.
Впервые заявил о себе на международном уровне в сезоне 1997 года, когда вошёл в состав российской национальной сборной и выступил на молодёжном европейском первенстве в Турку, где в программе бега на 800 метров финишировал в финале седьмым.
В 2000 году на чемпионате России в Туле с личным рекордом 1:46,04 стал серебряным призёром на дистанции 800 метров, пропустив вперёд только Дмитрия Богданова из Санкт-Петербурга. Благодаря череде удачных выступлений удостоился права защищать честь страны на летних Олимпийских играх в Сиднее — здесь в дисциплине 800 метров с результатом 1:49,89 не смог преодолеть предварительный квалификационный этап.
В 2001 году в беге на 800 метров взял бронзу на чемпионате России в Туле, выступил на Универсиаде в Пекине.
На чемпионате России 2003 года в Туле вновь получил бронзовую награду в дисциплине 800 метров, кроме того, в этом сезоне принимал участие в Универсиаде в Тэгу, где в финале показал шестой результат.
Завершил спортивную карьеру по окончании сезона 2011 года.
Удостоен почётного звания «Мастер спорта России международного класса» (2000).
Женат на известной российской бегунье Екатерине Мастровой (Волковой).